# Ириль, Станислав Николаевич
Станислав Николаевич Ириль (род. 5 мая 1973) — народный артист Республики Тыва (2008), заслуженный артист Республики Тыва (2001), директор и актёр Национального музыкально-драматического театра им. В. Ш. Кок-оола Республики Тыва.

## Биография
Родился 5 мая 1973 года в селе Хорум-Даг Дзун-Хемчикского района Тувинской АССР. Детство прошло в селе Кызыл-Тайга Сут-Хольского района. Пел, играл на инструментах, ходил на театральный кружок, был активистом школы. Когда ему было 16 лет, в 1990 году, конкурсные туры на Ленинградский государственный институт театра, музыки и кинематографии (ЛГИТМиК) проходили в Кызылском училище искусств. С. Н. Ириль свой талант и артистизм тогда показал перед педагогами ЛГИТМиКа, успешно прошел испытания. Учился в курсе профессора Анатолия Самойловича Шведерского. В студенческие годы был солистом фольклорного ансамбля «Озум» под руководством Откуна Достая, в составе которого выступал в Санкт-Петербурге, Москве, Амстердаме, Брюссельи, Гаагу. В 1994 году С. Н. Ириль и 13 выпускников тувинской студии Санкт-Петербургской государственной академии театрального искусства, приехали в Туву с тремя дипломными спектаклями: «Жорж Данден», «Дикарь», «Кошка, которая гуляет сама по себе». С дипломными спектаклями объездили всю республику. После окончания академии был принят в труппу Национального музыкально-драматического театра Республики Тыва. С 2013 года работает на должности директора. К началу осени Глава Тывы В.Т. Ховалыг уволил Станислава Ириля с поста директора театра.   Успешно совмещает актёрскую деятельность и руководящую должность. В 2017 году окончил юридический факультет ФГБОУ ВО «Тувинский государственный университет»

## Основные роли
- Епиходов («Вишневый сад» — Чехов А.П.)
- Ехей («Масляный ад» — Тикамацу М.)
- Клитандр («Жорж Данден» — Мольер)
- Седип («Хайыраат бот» — Кок-оол В.)
- Субедей («Кто ты, Субедей?» — Мижит Э)
- Марал (Сборище в лесу)
- Санчо Панса («Дон Кихот»)

## Награды и звания
- Лауреат Международного конкурса «Хоомей» (1995)
- Лауреат премии в области литературы и искусства Министерства культуры Республики Тыва (1998)
- Премия «Туганлык» (Уфа) (1998)
- лауреат премии Председателя Правительства РТ в области вокального искусства (2005)
- Заслуженный артист Республики Тыва (2001)
- Народный артист Республики Тыва (2008)
- Памятная юбилейная медаль «В ознаменование 100-летия единения России и Тувы и 100-летия основания г. Кызыла» (2014)[4].
- Благодарность Председателя Совета Федерации Федерального Собрания Российской Федерации (2019)[5]
- Член Ассоциации «Хоомейжи» Республики Тыва
- лауреат государственной премии имени Хургулек Конгар[6]